# Воскресенский завод
Воскресе́нский медеплави́льный заво́д — один из старейших уральских металлургических заводов. Начал работать 16 ноября 1745 года. Просуществовал до 1895 года. В селе Воскресенском до сих пор сохранились стены этого завода, а также существуют подземные ходы.
В 2023 году внесён в предварительный Список объектов всемирного наследия ЮНЕСКО.

## История
Первоначально завод с таким названием представлял собой казённый завод-крепость, строившийся Главным командиром Оренбургской экспедиции Иваном Кириловым в 1730-х годах на реке Усолке около горы Ивашковой, в 10 верстах от Табынской крепости, в 100 верстах к юго-востоку от Уфы. Строительство началось осенью 1736 года. Была сооружена плотина, деревянная крепость с бастионами и башнями по углам, укрепленная рогатками, производственные объекты. В январе 1737 года Кирилов доложил Сенату о начале строительства завода. Но в июне 1737 года во время восстания башкир все постройки были разрушены.
Василий Татищев, сменивший Кирилова на посту главного командира Оренбургской экспедиции, прекратил начатое строительство. Татищев был уверен, что близлежащие месторождения меди не смогут обеспечить сырьём завод, а также указывал нецелесообразность переселения к заводу государственных крестьян для обслуживания завода.
В 1744 году симбирский купец Иван Твердышев получил от Оренбургской губернской канцелярии недостроенный Воскресенский (Табынский) медеплавильный завод. Отказавшись его восстанавливать, Твердышев построил новый завод под таким же названием на реке Тор, притоке реки Нугуш, в Уфимской округе Оренбургской губернии на купленной у башкир Бушман-Кипчакской и Тамьянской волости Ногайской дороги земле, в 175 верстах к югу от Уфы, в 162 верстах к северо-востоку от Оренбурга. Компаньоном Твердышева по управлению заводом был Иван Мясников.
Одинаковые названия двух разных заводов привели впоследствии к путанице в описании их истории.
Академик Паллас так описывал завод:
Воскресенский завод стоит при реке Торе, которая течет в Ногуш, а сия впала в реку Белая. Заводское строение, при котором находится несколько сот жилых домов и церковь, обнесено так, как и все тамошние стране построены заводы, деревянною крепостию из лежащих бревен наподобие неправильного многоугольника с башнями и батареями. Река Тор течет через оное место излучинами. В верху крепости есть пруд, из которого проведена вода в завод по длинному в 750 сажен и тесом оплоченному каналу для приведения мехов и прочих машин в действие. В заводе 7 плавильных печей, из коих ныне только в шести производилась работа… Руда, которую здесь плавят, есть простая песчаная руда из Каргалинских рудников… и как добывание и возка руды, жжение угольев и отправляемая по большей части крепостным людям заводская работа требует небольшого иждивения, то при здешних учреждениях получают знатную прибыль.
Воскресенский медеплавильный завод был в ряду крупнейших на Урале, имел 7 плавильных печей, 3 кричных и гармахерских горна, 2 расковочных молота. Плотина имела длину по гребню 266,7 м, по основанию — 106,7 м, ширину у основания — 25,6 м, в верхней части — 21,3 м, высоту 3,2 м.
С началом Пугачёвского восстания мастеровые завода одними из первых присоединились к повстанцам. 12 октября 1773 года завод без сопротивления занят был пугачёвцами и стал одним из повстанческих центров, снабжавшим отряды восставших оружием, продовольствием и деньгами. 15 октября 400 человек ушли с завода в лагерь Пугачёва под Оренбургом. Общее количество восставших на заводе достигало 2300 человек. С 8 ноября 1773 года до конца марта 1774 года на заводе было изготовлено 15 (по другим данным — 14) медных орудий, которые отправлялись в войско под Оренбург. Отливкой пушек и ядер непосредственно руководили ближайшие сподвижники Пугачёва — Иван Грязнов и Иван Зарубин. 8 июня 1774 года повстанцы сожгли завод. Производство было возобновлено только летом 1776 года. В 1777 году завод выплавил 9562 пуда меди. В дальнейшем, в 1776—80 годах среднегодовая выплавка меди составляла 9362 пудов, в 1781—1790 — 9055 пудов, в 1791—1800 — 7916 пудов. Максимальный объём производства в этот период пришёлся на 1784 год и составил 13 774 пудов меди.
В 1797 году в составе завода работали 2 медеплавильные фабрики с 7 плавильными печами, 3 кричными и гармахерскими горнами и 2 молотами. Заводу принадлежали 138 рудников, из которых действующими были только 7. За заводом числилось 1276 крепостных мастеровых и рабочих крестьян.
В 1783 (по другим данным — в 1785) году завод перешёл во владение одной из дочерей Мясникова — Д. И. Пашковой, затем её сыну Василию Пашкову. В 1870 году завод был продан английской компании «Прогден, Леббок и К°», в 1891 году — Василию Пашкову. В 1870 году в Воскресенском заводе проживало 3143 человека в 424 дворах, имелась церковь, училище, волостное правление и три водяные мельницы на реке Тор.
За 150 лет выплавлено 1,7 млн пудов чистой меди, максимальная производительность завода достигала 18 тысяч пудов в год.
В 1895 году медеплавильное производство на заводе было прекращено из-за истощения Каргалинских рудников. В 1896 (по другим данным — в 1897) году завод был переоборудован и перешёл на выплавку чугуна из бурых железняков, обнаруженных в 10 верстах от завода. За весь период своего существования (1896—1902) завод выплавил 1,6 млн пудов чугуна. В результате падения цен на чугун в начале XX века завод стал нерентабельным и был закрыт.